# Erinnyis ello
Erinnyis ello is een vlinder uit de familie van de pijlstaarten (Sphingidae). De wetenschappelijke naam van de soort werd in 1758 gepubliceerd door Carl Linnaeus in de tiende editie van Systema naturae.

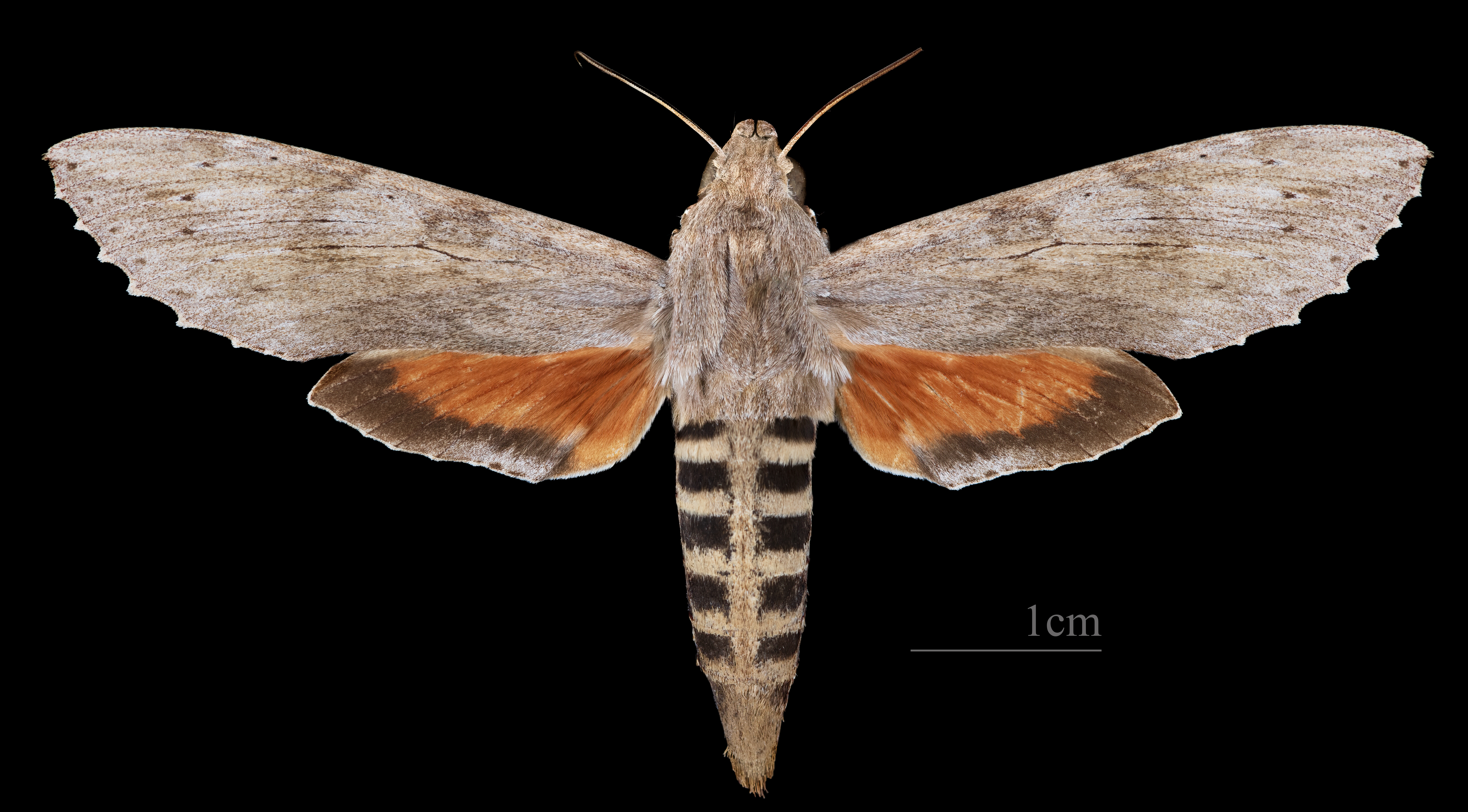
Erinnyis ello ♀
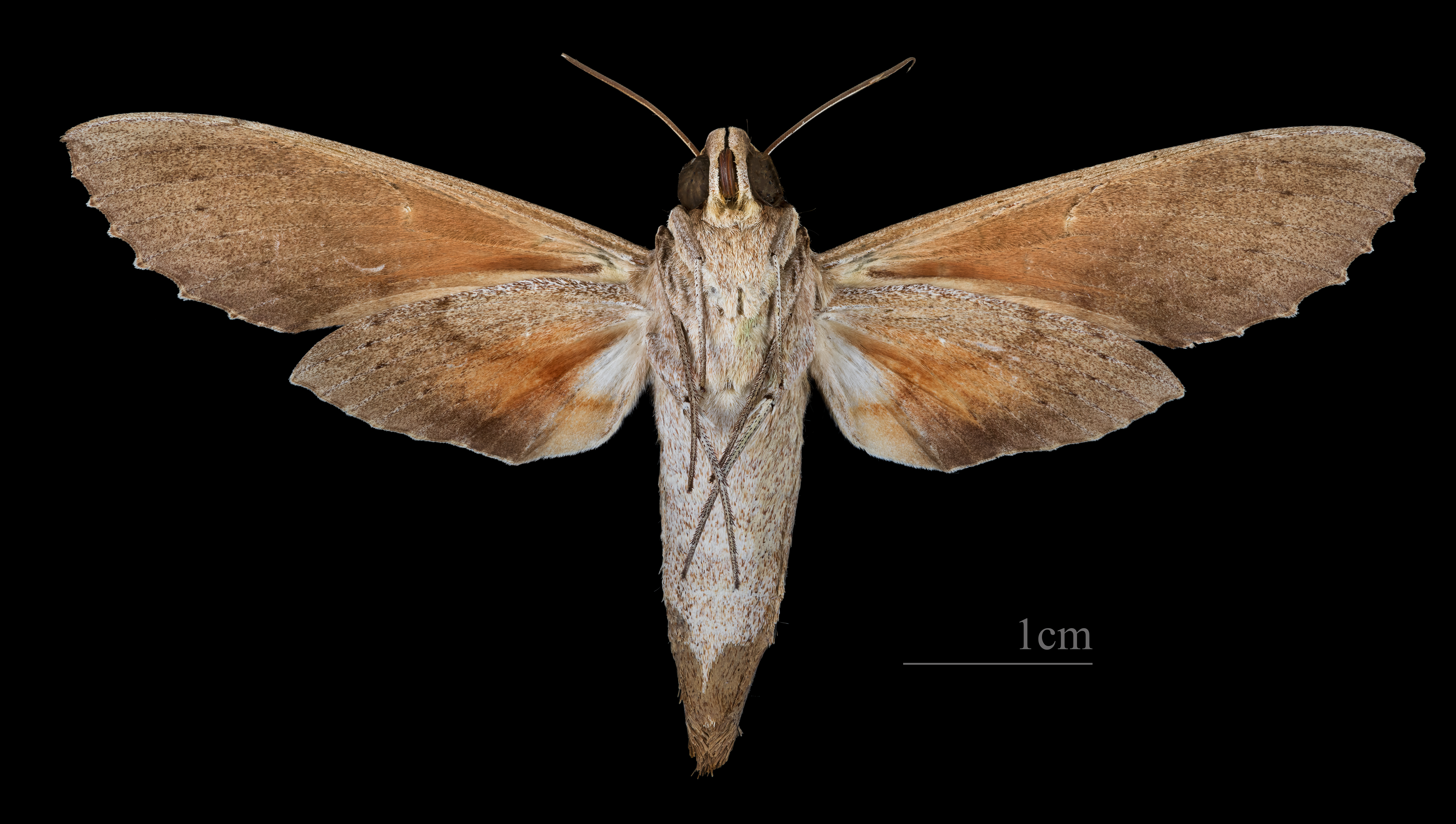
Erinnyis ello ♀ △
'Erinnyis ello encantada ♀
'Erinnyis ello encantada ♀ △